# Léopold Galy
Pour les articles homonymes, voir Galy.
 (mars 2016).
Léopold Galy, né à Aleu (Ariège) le 12 mars 1908, mort à Toulouse le 17 février 2001, est un aviateur et pilote d'essai français.

## Débuts
Après une enfance campagnarde chez sa grand-mère, dans l'Ariège, il rejoint ses parents, hôteliers à Paris. À 19 ans, il décide de devenir aviateur. Après une formation à l'École de l'aviation navale de Rochefort, il est incorporé comme élève-pilote à Istres, puis il sert pendant deux ans et demi en Syrie, où une panne de son Breguet XIV le laisse trois jours et trois nuits sans eau, en plein désert.
De retour en France, il s'initie à la voltige avec Marcel Doret. Il est contacté par le cabinet de Pierre Cot, ministre de l'air du Front populaire, pour convoyer le « trésor » des républicains espagnols menacés par l'avance de Franco, de Bilbao à Paris. Son vol étant interrompu à Toulouse par le mauvais temps, il convoie seul jusqu'à Paris, en train, quatre valises. Puis il assure des missions régulières entre la France et Bilbao, assistant au bombardement de Guernica et subissant plusieurs attaques. Il est tiré de son avion abattu, avec une passagère morte, par des républicains espagnols.
Il continue la voltige et remporte un 2e prix à la coupe du monde d'acrobatie en planeur.

## Pilote d'essai et résistance

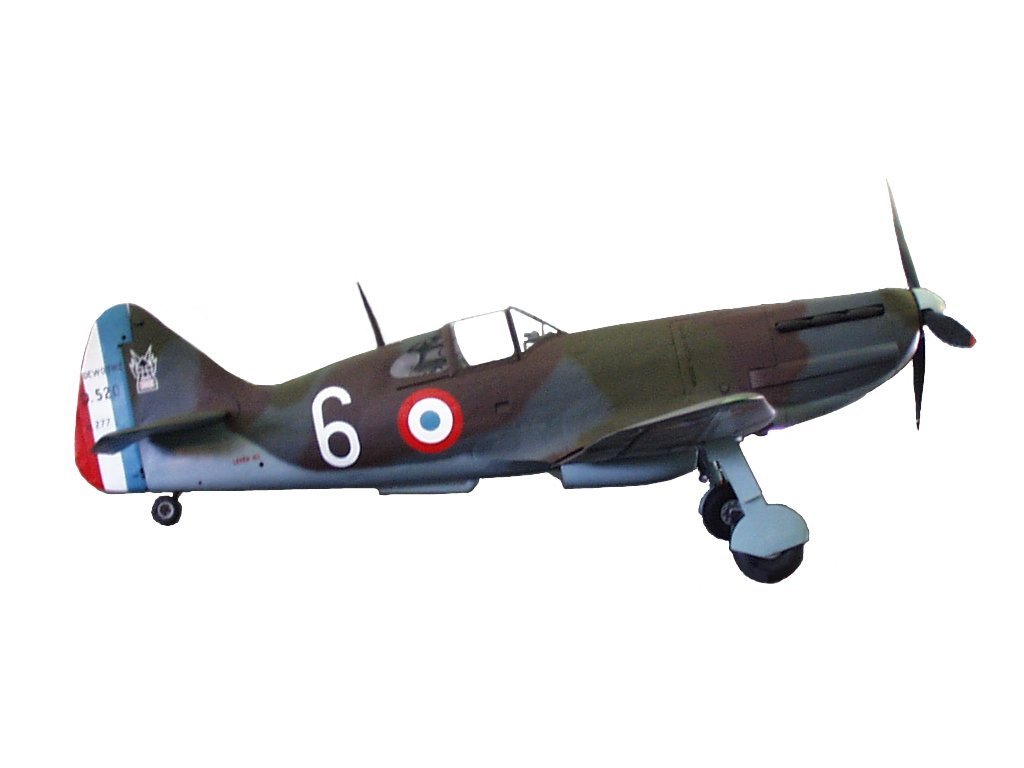
Le D 520

En 1938, Marcel Doret le fait entrer comme pilote d'essai chez Dewoitine à Toulouse. Aux commandes du D 520, considéré comme le meilleur avion de chasse français du moment, il bat le record du monde de vitesse à près de 900 km/h en piqué. Il réchappe de plusieurs accidents. Après une collision avec un Bloch 135, il passe trente jours à l'hôpital, dont quatre de coma... et il reprend son travail.
Sous l'occupation allemande, il poursuit ses activités de pilote d'essai, mais il en profite pour prendre des photographies aériennes qu'il communique à la Résistance, action qui lui vaudra la croix de guerre. Dès la libération de Toulouse, le 19 août 1944, les cinq D.520 entreposés à la SNCASE, aux couleurs allemandes, sont hâtivement repeints aux couleurs tricolores avec une croix de Lorraine. Les pilotes Galy, Barbot et de Bar prennent l'initiative de les faire armer et partent immédiatement attaquer les colonnes allemandes. Ils seront ensuite regroupés au sein d'un groupe de chasse FFI commandé par Marcel Doret. Galy commande l'une des deux escadrilles du Groupe Doret qui interviennent sur la « poche de Royan » et la région bordelaise, et qui seront ensuite intégrées au groupe Saintonge.

## Après guerre
En 1940, Émile Dewoitine est allé aux États-Unis pour collaborer avec Henry Ford sur de nouveaux appareils. Mais le gouvernement de Vichy le rappelle et Dewoitine, peu méfiant, obtempère. Il est aussitôt arrêté, condamné pour atteinte à la sûreté extérieure de l'État et condamné. À peine sorti de prison, il est contraint de reprendre son travail, mais cette fois pour le compte des armées d'occupation. À la Libération, il est condamné pour collaboration. Ce n'est qu'en 1953 qu'un dernier procès a lieu. Léopold Galy n'a évidemment pas accepté cette condamnation du « patron ». Il a monté un véritable commando, tout est prêt pour l'enlever à l'issue du procès et lui faire franchir la frontière espagnole. Cette action d'éclat ne sera pas nécessaire, l'industriel est enfin lavé de toute accusation et sa Légion d'honneur lui est rendue en plein prétoire.
Léopold Galy entre ensuite à la SNCASE (Société nationale de constructions aéronautiques du Sud-Est) où il fera décoller les prototypes de nombreux appareils, dont le Languedoc et l’Armagnac. Le 30 juin 1950, au décollage d'un vol d'essai de l'Armagnac qu'il pilote avec Pierre Nadot , un volet mal fermé provoque une déchirure dans la voilure, l'avion s'écrase au sol et s'enflamme. Une fois de plus, Galy se tire légèrement blessé d'un accident qui a fait deux morts parmi l'équipage et un au sol.
Désigné à l'origine pour être le pilote de la première Caravelle, il prend en mains le deuxième prototype et devient un de ses meilleurs pilotes. Sur ses 10 200 heures de vol, il en a fait 3 200 sur tous les types de Caravelle, jusqu'en 1966, date de sa retraite.
Le vendredi 25 juin 1965, lors d'un séjour à Paris pour le Salon Aéronautique International du Bourget (Jacques Bergier servant de guide dans la capitale), Youri Gagarine et sa délégation se déplacent à bord d'une Caravelle pilotée par Léopold Galy pour aller visiter durant près de trois heures les usines de Sud-Aviation à Blagnac, où se concrétisait à l'époque — justement — le projet Concorde, les Soviétiques venant tout juste de démarrer celui de leur propre supersonique, le Tupolev Tu-144 (le même jour, Gagarine et les siens se restaurèrent à Saint-Martin-du-Touch, commune à l'époque limitrophe elle aussi à vocation aéronautique, et désormais rattachée à Toulouse).
Léopold Galy a piloté les avions à réaction Vampire, Mistral, et il franchit pour la première fois le mur du son avec le Vautour. 
À l'âge de la retraite, il devient vendeur d'avions de tourisme.

## Hommages
Son nom a été donné, depuis septembre 2006, à un bâtiment de l'École nationale de l'aviation civile (ENAC) de Toulouse. Une rue a aussi été baptisée à son nom dans le quartier de Saint-Martin-du-Touch, en 2003.